# Valentin Vogt
Valentin Vogt (* 26. September 1960) ist ein Schweizer Unternehmer und Manager. Von 2011 bis 2023 war er Präsident des Schweizerischen Arbeitgeberverbands.

## Leben
Valentin Vogt wuchs in Rapperswil-Jona auf. Er machte die Matura (Typus C), danach studierte er Betriebswirtschaftslehre mit den Schwerpunkten Finanz- und Rechnungswesen an der Universität St. Gallen. 1984 beendete er sein Studium mit dem Lizentiat (lic. oec. HSG).
Er war danach beim Industrieunternehmen Sulzer AG tätig, zuletzt von 1992 bis 2000 als Geschäftsführer des Unternehmensbereichs Sulzer Metco. Von 2000 bis 2011 war er Vorsitzender der Geschäftsleitung und Delegierter des Verwaltungsrates des international tätigen Maschinenbauunternehmens Burckhardt Compression Holding AG in Winterthur. Seit 2002 ist er nach einem Management-Buy-Out Miteigentümer, von 2011 bis 2020 war er Verwaltungsratspräsident und von 2000 bis 2011 CEO und Delegierter des Verwaltungsrats. Von 2014 bis 2023 war er Verwaltungsrat der Bucher Industries. Seit 2011 ist er Mitglied des Verwaltungsrats der Kistler Holding AG, seit 2019 Präsident. Er ist Verwaltungsratsmitglied der Ernst Göhner Beteiligungen AG. Von Juli 2011 bis Juni 2023 war er Präsident des Schweizerischen Arbeitgeberverbands, Nachfolger wurde Severin Moser. Vogt gehörte von 2011 bis 2019 dem Wirtschaftsbeirat der Schweizerischen Nationalbank an.
Vogt ist geschieden, Vater von zwei Kindern und wohnt im Zürcher Oberland. Er bekleidet in der Schweizer Armee den Dienstgrad eines Oberstleutnants aD.